# Симониане

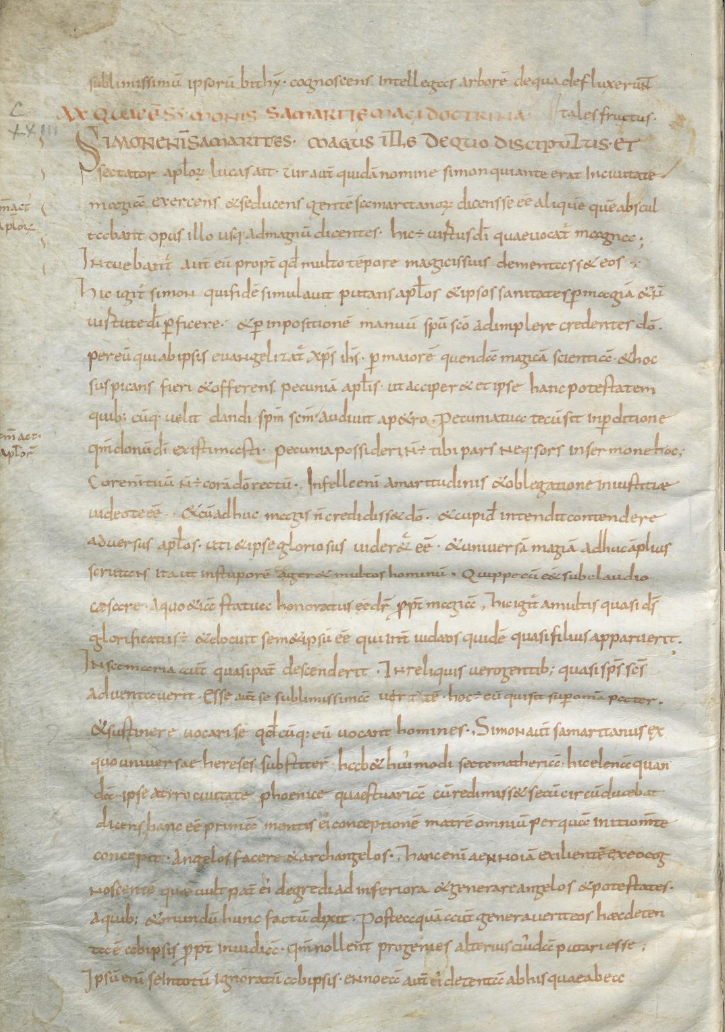
Ириней Лионский в книге «Обличение и опровержение лжеименного знания» об учении симониан. Латинская рукопись IX века. Берлинская государственная библиотека

Симониа́не, или симониа́ты, или симони́ты (др.-греч. σιμωνιανοί; лат. simoniani; церк.-слав. симонїа́ты, ст.-слав. сїмонїатꙑ) — еретики I века, названные по имени основателя их учения — Симона Волхва. Другое название этих еретиков, используемое Оригеном в книге «Против Цельса», — елениа́не (др.-греч. ἑλενιανοὶ), по имени блудной сожительницы Симона Волхва — Елены.
Симониане описаны Епифанием в «Панарионе» в числе 80 ересей и Иоанном Дамаскиным в книге «О ста ересях вкратце», у обоих авторов это 21 ересь. Симониане описаны Августином в книге De Haeresibus ad Quodvultdeum Liber Unus и безымянным автором трактата «Предестинат» (лат. Praedestinatus); у обоих авторов это 1 ересь. Филастрий в книге Liber de Haeresibus посвятил Симону Волхву 29 главу.
Симон Волхв был родом из селения Гитфон или Гиттон (др.-греч. Γιτθῶν) в Самарии. После безуспешной попытки покупки дара Духа Святого и присоединения к апостолам, Симон создал своё учение. Учение Симона это одно из направлений гностицизма. Он нашёл блудницу по имени Елена из города Тир, за деньги выкупил её из блудилища (где она находилась в течение 10 лет) и объявил её творческою мыслью (др.-греч. έπινοια) верховного Божества, родившего через неё архангелов и ангелов, сотворивших наш мир. Симон Волхв сделал её своей сожительницей и спутницей. Симон Волхв называл себя великою Божией силою, а свою блудную сожительницу называл Святым Духом; он учил о себе самом, что ради Елены и он сошёл с небес.
Симон Волхв учил, что верующие в него получают свободу, которая всё дозволяет им. По этой причине последователи его — симониане предавались разврату и суевериям. Симон Волхв отвергал воскресение мертвых и утверждал, что не Бог создал мир. Симон передал изображения: своё, в виде Зевса, и спутницы своей Елены, в образе Афины, для поклонения ученикам своим. Он называл себя для самарян — отцом, а для иудеев — христом. Симон учил, что на горе Синай он явился в образе Отца, во время Тиверия — в образе Сына, а потом сошёл на апостолов в виде Святого Духа. Симон Волхв выдавал себя за верховного Бога, как являемого в прошедшем, настоящем и будущем (др.-греч. ό εστώς, στάς, στησόμενος). Применяясь к христианским терминам, Симон Волхв объявил, что он есть «отец», «сын» и «дух святой» — три явления единого сверхнебесного (др.-греч. ύπερουράνιος) Бога: как отец, он явился в Самарии в собственном лице Симон Волхв; как сын — в Иудее, в лице Иисуса, которого оставил перед распятием; как дух святой он будет просвещать язычников во всей вселенной. О нераздельной с ним мысли Божией он рассказывал, что созданные ею космические духи, движимые властолюбием и неведением, не захотели признавать её верховенства и, заключив её в оковы чувственно-телесного бытия, заставили последовательно переходить из одного женского тела в другое. Она явилась как гомеровская Елена виновницею Троянской войны, а через 1000 лет очутилась проституткой в Тире, где Симон, следивший за всеми её превращениями, подобрал её, как добрый пастырь потерянную овцу. Известие о путешествии Симона в Рим и его успехах там совершенно правдоподобно, но эти успехи, конечно, не доходили до публичных почестей со стороны императора и сената, как сообщают церковные писатели, введенные в заблуждение ошибочным чтением надписи на одной статуе, посвященной латинизированному семитическому божеству: «Симону, богу святому» (лат. Simoni deo sancto). 
Псевдоклементины содержат много подробных, но недостоверных сведений о Симоне — о его долгом противоборстве с апостолом Петром в Кесарии и в Риме, о его неудачной попытке вознестись на небо и ещё более неудачной — воскреснуть из гроба, куда по его требованию ученики положили его живым, а через три дня нашли мертвым. Основная тенденция при вымышленном изображении Симона в Клементинах — отождествление его с апостолом Павлом. Хотя Симон Волхв, несомненно, был причастен эллинистическому образованию, но прямая принадлежность ему теософского сочинения «Великое изъяснение» (Μεγάλη απόφασις), откуда значительные отрывки приводятся в Философумене, подвергается сомнению; во всяком случае достоверно, что это любопытное сочинение, при религиозно-мистическом содержании пропитанное философскими понятиями Гераклита, Эмпедокла, Аристотеля и стоиков, вышло из среды ближайших последователей Симона. Абсолютное начало всего возможного и действительного автор Μεγάλη απόφασις. обозначает как «двойственный огонь — скрытый и явный» (др.-греч. πϋρ διπλουν—το μέν τι κρυπτόν, το δέ τι φανερον); первый скрывается во втором, второй возникает из первого; помимо метафорического названия «сверхнебесного огня» (др.-греч. το πύρ ύπερουράνιον), абсолютное начало Симона обозначается и философски посредством аристотелевых понятий «потенция и акт» (др.-греч. δύναμις и ερέργεια). Первый акт абсолютного начала есть всеобъемлющая «мысль» (др.-греч. επινοια), мысленно рождая которую абсолютное определяется как ум и отец.
Первая пара сизигия (др.-греч. συζυγία) — ум и мысль, обращаясь внутренне на себя, развиваются в две другие: звук и название, рассудок и вожделение. Скрывающееся в этих «шести корнях бытия» единое абсолютное первоначало само по себе есть «невидимая сила, непостижимое молчание» (др.-греч. δύναμις σιγή αορατος, άκαταληπτος); в своей чистой потенциальности, как нераскрывшийся зачаток, или точка бытия, оно есть по преимуществу «малое» ( το μικρόν); но, будучи таковым лишь для видимости, оно становится великим, определяясь в себе как ум и мысль и вечно выводя из себя все дальнейшие определения мира умопостигаемого — а эго мысленно великое становится беспредельным в явлениях реального мира, который развивается по той же схеме активно-пассивных, мужеско-женских сочетаний, как и мир умопостигаемый. Первой сизигии (уму и мысли) соответствуют здесь небо и земля, второй (звуку и названию) — солнце и луна, третьей (рассудку и вожделению) — воздух и вода. Единый подлинный деятель и двигатель всего этого логического и физического процесса есть то же самое абсолютное начало в своей являемости, или «явный огонь», великая творческая сила, «изображающаяся» во всем видимом и невидимом — др.-греч. тот έστώς οτάς, στησόμενος, с которым отождествлял себя Симон Волхв.
В Μεγάλη απόφασις этот актуальный сущий (ών) бог представлен говорящим предвечной или предсуществующей (др.-греч. προυπάρχουσα) силе божества (абсолютному первоначалу как такому); «я и ты — одно, прежде меня — ты, то, что за тобою, — я». Этот «второй бог» — или всецелая действительность абсолютного — называется также седьмою силою, как завершение всех дел, исходящих из семи корней бытия в горнем и дольнем мире. Между этим умозрением и мистическим романом ума и мысли, Симона Волхва и Елены, нельзя установить прямой связи, вероятно потому, что Μεγάλη απόφασις не дошла до нас в полном виде.
Из последователей Симона Волхва и Елены церковные историки не называют крупных имен; непосредственно за Симоном Волхвом выступает Менандр, близкий к нему, но самостоятельный гностик. Некоторые современные историки, например Альдо Магрис, считают симониан отколовшимися последователями Иоанна Крестителя, чьим лидером до Симона мог быть самаритянин Досифей.